# 土深井駅
土深井駅（どぶかいえき）は、秋田県鹿角市十和田土深井字下向にある、東日本旅客鉄道（JR東日本）花輪線の駅である。

## 歴史
かつては駅と尾去沢鉱山の山元とを馬車鉄道により結ばれ、貨物でにぎわっていた。しかし、1934年（昭和9年）に、山元より陸中花輪駅まで索道が建設されると、荷の大半は移り索道で運べない重量物や大物のみに縮小された。

### 年表
- 1915年（大正4年）12月25日：秋田鉄道の尾去沢駅（おさりざわえき、貨物駅）として鹿角郡錦木村に開業[4]。
- 1916年（大正5年）1月5日：旅客営業を開始[4]。
- 1934年（昭和9年）6月1日：秋田鉄道国有化により、鉄道省（国鉄）に移管[2]。
- 1942年（昭和17年）4月1日：土深井駅に改称[2]。
- 1961年（昭和36年）8月5日：貨物の取り扱いを廃止[2]。
- 1962年（昭和37年）2月1日：荷物の扱いを廃止[2][5]。無人化[6][7]。
- 1987年（昭和62年）4月1日：国鉄分割民営化により、東日本旅客鉄道の駅となる[2]。
- 2024年（令和6年）10月1日：えきねっとQチケのサービスを開始[1][8]。

## 駅構造
単式ホーム1面1線を有する地上駅である。盛岡統括センター（盛岡駅）管理の無人駅である。

## 駅周辺
- 国道103号
- 米代川

### バス路線
「土深井駅前」停留所にて、秋北バスが運行する路線バスが発着する。
- 鹿角市（厚生病院前・鹿角花輪駅前・花輪営業所）方面
- 労災病院前・扇田病院前・市立病院前・大館駅方面

## 隣の駅
東日本旅客鉄道（JR東日本）
■花輪線
末広駅 - 土深井駅 - 沢尻駅